# Psylla betulae
Psylla betulae är en insektsart som först beskrevs av Linnt 1758.  Psylla betulae ingår i släktet Psylla och familjen rundbladloppor. Inga underarter finns listade i Catalogue of Life.